# Cantonul Viviers
Cantonul Viviers este un canton din arondismentul Privas, departamentul Ardèche, regiunea Rhône-Alpes, Franța.

## Comune
- Alba-la-Romaine
- Aubignas
- Saint-Thomé
- Le Teil
- Valvignères
- Viviers (reședință)